# Eranina fuliginella
Eranina fuliginella är en skalbaggsart som först beskrevs av Bates 1885.  Eranina fuliginella ingår i släktet Eranina och familjen långhorningar.
Artens utbredningsområde är:
- El Salvador.
- Guatemala.

Inga underarter finns listade i Catalogue of Life.